# Секешень (Караш-Северін)
Секешень, Секешені (рум. Secășeni) — село у повіті Караш-Северін в Румунії. Входить до складу комуни Тікваніу-Маре.
Село розташоване на відстані 356 км на захід від Бухареста, 20 км на південний захід від Решиці, 74 км на південний схід від Тімішоари.

## Населення
За даними перепису населення 2002 року у селі проживали 397 осіб.
Національний склад населення села:
| Національність | Кількість осіб | Відсоток |
| -------------- | -------------- | -------- |
| румуни         | 261            | 65,7%    |
| цигани         | 131            | 33,0%    |

Рідною мовою назвали:
| Мова      | Кількість осіб | Відсоток |
| --------- | -------------- | -------- |
| румунська | 366            | 92,2%    |
| циганська | 29             | 7,3%     |